# 작은별 변주곡
《"아! 말씀드릴게요, 어머니" 주제에 의한 열두 개의 변주곡 다장조 K.265/300e》(독일어: 12 Variationen über ein französisches Lied, Ach! Soll ich Ihnen sagen, Mama, 프랑스어: Ah, vous dirai-je, maman, 영어: Oh! Shall I tell you, Mama)는 볼프강 아마데우스 모차르트가 기원이 18세기 중반으로 올라가는 프랑스 민요 "아! 말씀드릴게요, 어머니"를 주제로 하여 1778년에 쓴 피아노 곡으로, 그의 어머니가 돌아가시고 나서 쓴 음악이다. 대한민국에서는 《작은별 변주곡》이라는 제목으로서 잘 알려져 있다. 이 곡의 멜로디는 여러 언어가 붙여진, 수 많은 어린이 노래의 기초가 되었으며, 어린이 음악상자와 장난감의 고전이다. 'ABC송', 'baa baa black sheep'이라는 곡과도 멜로디가 같다. 프랑스에선 자기가 좋아하는 남자 때문에 괴롭다며 엄마한테 고백하는 내용으로 쓰이지만 간단한 음 때문에 태교동요로 많이 쓰이고 있다.

## 개요
이 곡은 18세기 중반으로 올라가던 프랑스 민요에 1774년경 어느 작사가가 가사를 입혀서 출판한 사랑의 노래 〈아! 말씀드릴게요, 어머니〉를 주제로 하여 쓴 변주곡으로, 그 멜로디는 때로 1840년의 한 연극으로부터 기인한다는 설도 있고, 작곡가 니콜라스 드제드(1745–1792)로부터 기인한다는 설도 있다. 이 선율은 후에 사랑의 노래가 아닌 동요 《반짝반짝 작은별》로써 알려지게 되었기 때문에 《작은별 변주곡》으로도 불리게 되었다. 하지만 《반짝반짝 작은 별》의 가사가 쓰여진 것은 모차르트의 사후의 일이다. 이 곡의 멜로디는 모차르트에 의해 특히 대중화되었기 때문에, 우리는 종종 멜로디 자체의 작곡자를 잘못 인식하던 경향이 있는데, 이 곡은 창작(자작) 주제에 의한 변주곡이 아니다.

## 곡의 구성

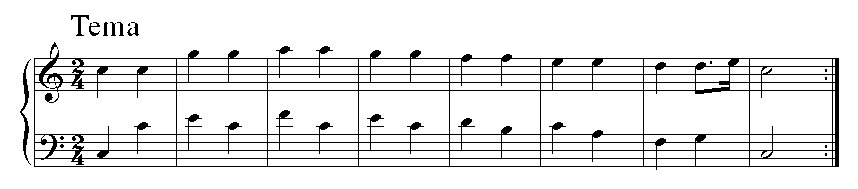

주제의 제시와 12가지의 변주로 이루어져 있다. 곡의 대략적인 길이는 12분 정도이다.
주제
주제의 제시이지만 현재 《작은별》로 알려진 곡보다는 약간 꾸밈이 있다.
제 1변주
16분음표와 정교한 반음계의 도입으로 반짝이는 효과를 내고있다.
제2 변주
왼손의 상쾌한 아르페지오가 빠른 패시지로 등장.
제 3변주
왼손의 아르페지오로 아름다운 음색을 낸다.
제 4변주
왼손이 10음계를 튀는 성가신 부분. 변덕스러운 분위기를 자아낸다.
제 5변주
여기서는 한번 고요해진다. 가벼운 화음에 불협화음이 일부 섞이는것으로 인해 더욱더 사랑스러움이 넘친다.
제 6변주
왼손의 빠른 패시지와 함께 오른손이 메인이다. 도중에 오른손에도 빠른 패시지가 온다.
제 7변주
오른손의 1옥타브 스케일로 시작하는 장대함이 나타난다.
제 8변주
다단조로 넘어간다. 여기서는 다단조의 분위기로 무겁게 흘러간다.
제 9변주
다장조로 돌아간다. 경쾌한 음이 울려 퍼진다.
제 10변주
손이 교차된다. 화음과 함께 고조된다.
제 11변주
빠르기가 아다지오로 바뀐다. 다소 주제에 손을 대는 부분도 있다. 느리고 온화한 분위기이다. 최종 변주 전의 완서악장과 같은 역할이다.
제 12변주
3박자가 된다. 왼손의 빠른 패시지로 시작되어 매우 빠르다. 마지막은 크레센도로 끝난다.